# Raphaël Perrissoud
Raphaël Hector Perrissoud est un homme politique français né le 23 décembre 1879 à Paris 11e et décédé le 26 avril 1956 à Paris 8e.
Escrimeur, il participe à l'épreuve de fleuret masculin aux Jeux olympiques d'été de 1900.
Docteur en droit, avocat à la Cour d'Appel de Paris, il est député de Seine-et-Marne de 1909 à 1914, inscrit au groupe radical-socialiste. 

## Vie privée
Il épouse Valentine Darbour, le 1er septembre 1914, à Neuilly-sur-Seine et en secondes noces, Marcelle Rignault, le 13 juin 1955 dans le 8e arrondissement de Paris.

## Sources
- « Raphaël Perrissoud », dans le Dictionnaire des parlementaires français (1889-1940), sous la direction de Jean Jolly, PUF, 1960 [détail de l’édition]